# 麦克斯·梅尔
本杰明·马克西米利安·梅尔（英語：Benjamin Maximillian Mehl，1884年11月5日—1957年9月28日）通常简称麦克斯·梅尔（Max Mehl），是持续销售硬币超过半个世纪的美国经销商，20世纪上半叶绝大多数时候都是该国最著名的钱币销售商。在他的推动下，硬币收藏不再是有钱人的消遣与爱好，逐渐飞入寻常百姓家。
梅尔生于俄罗斯帝国，随家人搬到今立陶宛境内，后移民美国并定居德克萨斯州沃斯堡，成年后他基本都在当地生活。梅尔很小就收集硬币，少年时开始转卖，1903年加入美国钱币协会时还只有18岁，随后很快就专以硬币销售安身立命，1910年已名扬全美。
富兰克林·德拉诺·罗斯福、温斯顿·丘吉尔、格林上校都曾向梅尔购买硬币；他曾为杰洛姆·柯恩与法鲁克国王等名流拍卖硬币。梅尔率先在非钱币出版物刊登广告，希望吸引更多的人收藏钱币。他在明知市场上没有1913年自由女神头像镍币流通的情况下花费上百万美元刊登广告，出价五十美元求购，促使公众細察口袋中零钱，希望找到梅尔可能购买的罕见硬币，反过来大幅提升梅尔硬币著作销量，带来丰厚利润。
梅尔拍卖做成的大生意基本集中在20世纪40年代，50年代后他逐渐淡出，1957年辞世，生意持续到60年代；1974年入选钱币名人堂，2010年入选CoinFacts经销商名人堂。

## 早年经历
本杰明·马克西米利安·梅尔1884年11月5日生于俄罗斯帝国罗兹（今属波兰），父亲所罗门·艾萨克·梅尔和母亲雷切尔·梅尔住在罗兹犹太教区（称阿尔斯塔特）。家族姓氏梅尔的意思是谷物粗粉，多指磨出的谷粉或穀粉，此时当地人的姓氏大多代表家族生意，梅尔氏很可能是四处找工作的磨坊工人。雷切尔的娘家姓叫戈德斯蒂克。
1885年，本杰明随家人迁至科夫诺省维尔科姆（今立陶宛考那斯）。当地犹太人越来越多，本杰明入校求学。据1906年的小传记载，他很小就开始收集硬币，根本记不得有什么时候对硬币不感兴趣。
梅尔氏为求发展于1895年移民美国，本杰明随家人同年四月抵达，起初住在纽约，在德克萨斯州登顿待过一段时间后迁往沃斯堡，估计主要是因为当地有雷切尔的亲属。本杰明进入沃斯堡公立学校，梅尔氏加入当地1895年建起的猶太會堂，本杰明1897年左右在成年礼上阅读妥拉。父亲在沃斯堡本杰明正街1211号开办服装店，还在读书的本杰明与三兄一姐都在店里工作。本杰明16岁便退学当全职店员。
本杰明十岁就开始收集雪茄绑带，再到邮票、硬币，自称早在1900年就开始销售硬币，估计是在父亲同意下从收银机拿走罕见硬币抵销报酬。1903年6月他申请加入美国钱币协会，留下正街商店地址和“麦克斯·梅尔”之名，最前面的“本杰明”从未印上印刷品，签名也只用首字母代替。美国钱币协会书记乔治·希思在协会期刊《钱币学家》发文指出，13名六月申请入会者最年轻的只有18岁（梅尔），最年长的65岁，说明名望卓著的钱币收藏家和学生都选择加入美国钱币协会，这是时代的潮流：“钱币圣殿之火永远雄雄燃烧”。根据希思列出的申请者收藏兴趣，梅尔“只收集美国殖民地和领地（时期）金币与纸币”。没有人对申请正式提出异议，梅尔1903年7月1日成为美国钱币协会第522号会员。

## 事业早期（1903至1920年）

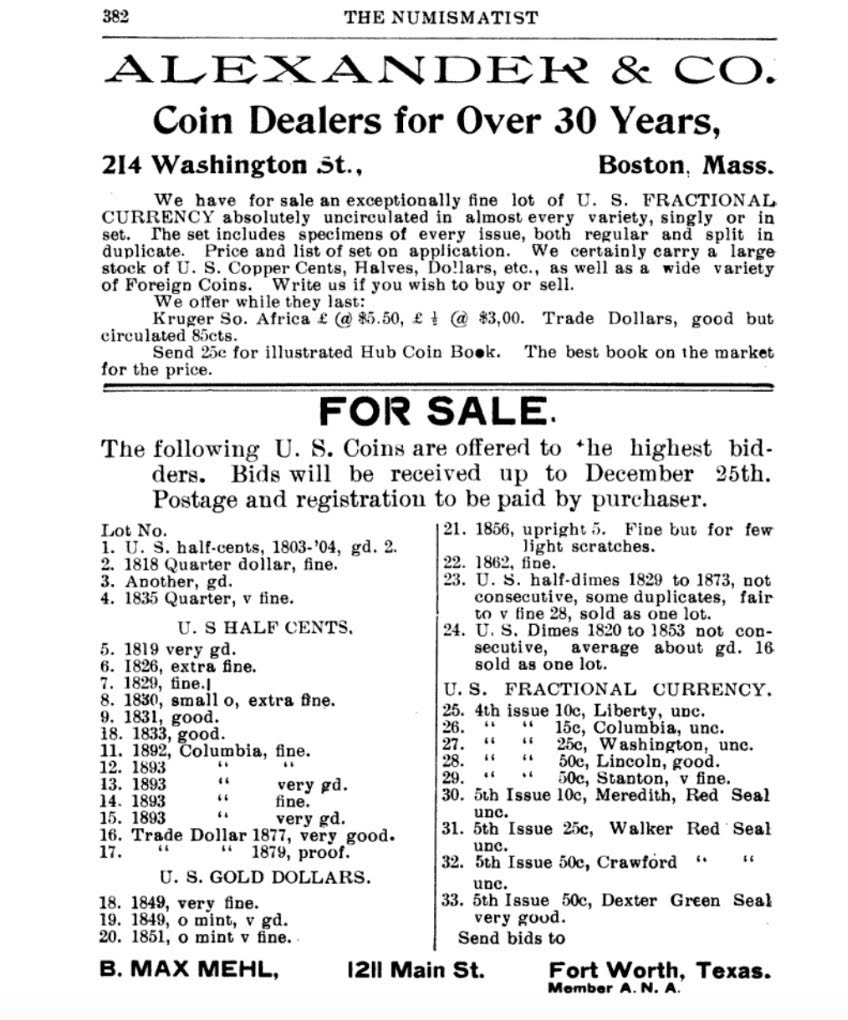
1903年12月《钱币学家》刊登梅尔首份广告

1903年8月《钱币学家》首度刊登梅尔的文字，估计取自他写给希思书记表态支持杂志的信：“我对《钱币学家》着实满意，觉得这是最优秀的同类出版物”。同年十月杂志附加说明，把梅尔的地址改为德克萨州怀斯县阿尔沃德24号邮箱。1903年梅尔加入英国钱币学会，他在12月的《钱币学家》首度刊登邮购广告，销售33枚美国硬币，价高者得。昆汀·戴维·鲍尔斯1999年撰文指出，沃斯堡人称“牛城”，距纽约、费城等钱币中心非常远，开设硬币商店估计也没几个当地收藏爱好者光顾，所以梅尔注重邮购业务非常合理。梅尔此时已用回沃斯堡正街的地址。估计销量业绩不佳，他把大部分币种登上印刷广告并在1904年一月寄出，二月又首度在《钱币学家》刊登全版广告。据钱币学作家约翰·卢皮亚三世所述，“显然他从1904年起就取得巨大成功”。科罗拉多州人士考威尔销售收藏钱币，把许多罕见币种发给梅尔寄售，后者得以提供许多根本没法找到的珍品，进而成长为硬币销售大家。
1904年2月，市场广告以25美分价格出售《赫布硬币之书》，只是广告还印错书名字母。该书由波士顿亚历山大公司出版社出版而且非常畅销，钱币经销商只需支付少量费用就能购买刊登自家姓名和地址的书。梅尔抓住机遇寄书推广业务，他1906年发行第一版《明星硬币之书：稀有美国与外国硬币百科全书》，定价仅十美分而且大量内容直接复制《赫布硬币之书》。据希思所述，《明星硬币之书》采用“64页宣传册格式，插图精美，上书各种硬币收购价，特别是美国币种，还有大量有价值的信息”1908年梅尔开始出版更详尽的《稀有明星硬币百科全书》，1924年该书年销售七万本。新书定价一美元向普罗大众销售，许多人希望借此在口袋找到贵重硬币。

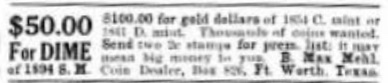
1908年梅尔在《科利尔》杂志刊登广告

除钱币学刊物外，梅尔的广告还做到其他出版物，1904年就在《沃斯堡电讯报》刊登分類廣告。1906年他拿出12.5美元在《科利尔》购买五行位置登广告，是首位在全国范围非钱币刊物打广告的钱币经销商。事实证明梅尔的广告策略切实有效，钱币收藏过去只是有钱人、美术与考古学生的业余爱好，市场非常有限，但在梅尔的推动下逐渐飞入寻常百姓家，变成所有人的消遣。
1906年，梅尔首次前往东部，到纽约参加钱币商莱曼·洛的第一次硬币拍卖，表现非常积极。钱币学家法兰·泽布对梅尔如此年轻颇为赞赏，后者还前往波士顿与费城。同年七月他致信告知昔日顾客，自称开始全职销售硬币，许多人对信中所言颇感惊讶，以为他早已全职投入。鲍尔斯指出，凭借广告创意与多姿多彩的为人，梅尔已是一流经销商。

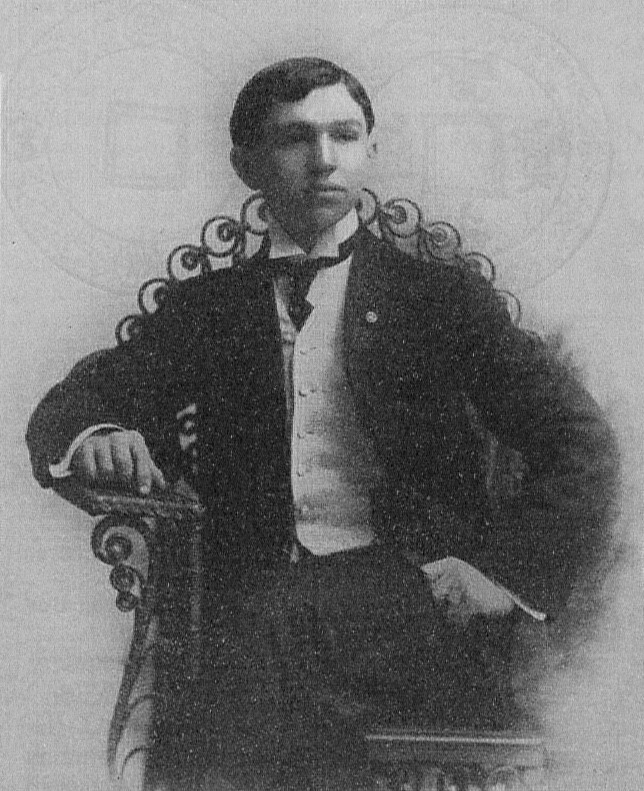
1906年的梅尔

1907年，梅尔已在沃斯堡正街1309号开设办事处。同年8月8日，他与埃塞尔·罗森成婚，罗森的叔叔山姆是沃思堡北区开发商，婚礼在山姆家客厅举行，女方家族也曾在今立陶宛地界定居。梅尔夫妇育有两女，分别起名洛林与达纳。
《梅尔钱币月刊》1908年1月开始出版，许多钱币学名家应邀撰稿。除1911至1912年中断外杂志一直出版到1919年，鲍尔斯称新杂志对《钱币学家》构成挑战，从许多角度来看都比老杂志更有趣。1908年，主编《钱币学家》的希思意外去世，梅尔表示《钱币月刊》可以作为美国钱币协会的新期刊取而代之，但泽布接手《钱币学家》继续出版。梅尔担心待在德克萨斯州会限制阅历，与钱币学界脱节，于1912年搬到纽约与同行韦特·雷蒙德合伙。几周后他返回沃斯堡，在写给《钱币学家》的信中自称是因家人病重，此后又因私人事务无法离开。他还称业务已经恢复，规模不输以往。
1916年梅尔委托当地建筑师威利·克拉克森设计占地约1500平方米的三层砖砌办公楼，以带古币浮雕的石头装饰。大楼位于木兰大道西1200号，是梅尔与雇员的工作场所。他1912年就有12名雇员，新楼建成时已增至40人，共同负责七万订阅客户的来信与订单。他的客户后来不乏富兰克林·德拉诺·罗斯福、温斯顿·丘吉尔、埃及国王法鲁克一世等响当当的名字。
梅尔是美国早期纪念币大型经销商，1916至1920年只有他的业务还有相当比例是早期币种，还把哥伦布半美元按组或成包卖给刚接触硬币收藏的买家。1916和1917年版麦金莱诞生地纪念金币公开销售的原定单价达三美元，发行商根本卖不了多少。梅尔以略高于面值的价值买下约万枚（相当于存量一半），出售价格低于发行价，进入20世纪20年代好几年后还在销售。梅尔还以类似方法从泽布手中买下数以千计的路易斯安那购地博览会金币向自家客户发售。1919年下半年，梅尔自称每年的广告预算就有五千美元，他继续在非钱币学出版物登广告，单《美国男孩》的单次广告插页就花掉两百美元。

## 中期（1920至1940年）
1921年，梅尔首度售出美国钱币界非常罕见的珍品1804年银元。他借机大力宣传，自称花两千多美元（相当于2020年近三万美元）买下老款银元，询问读者手头能否找到什么罕见硬币。美國郵政部发现上述说法不尽不实，梅尔此后变更策略，表示读者如果有1894S版巴伯十美分，他有多少要多少。巴伯十美分此时很常见，但1894S版极其罕有。梅尔一生共卖出六枚1804年银元，其中两枚卖过两次。他故伎重演，自称花费百万美元打广告收购1913年自由女神头像镍币，实际上明知该品种极为罕有，根本不可能在市场流通出现。在此期间他买下大量其他币种，但广告的主要目标其实是推销《稀有明星硬币百科全书》。据称他的宣传导致部分城市交通不畅，电车收银忙着检视收到的零钱。梅尔花两百美元买下稀有分币之事也做成广告大肆宣传。
梅尔用广告敦促读者订阅他的“梅尔邮件”。1929年《钱币学家》发文指出，梅尔已跻身沃斯堡邮件最多的五人，每年繁忙时期能排到第二或第三，另有文献称他一人就收走沃斯堡过半邮件，邮局为此在木兰大道路线增开卡车。1929年的文章还称，梅尔的硬币交易量极大，但他并不收藏，自认不能既收藏又做生意，于是只收藏签名。梅尔的拍卖和定价业务都只走邮购，如果潜在买家赶到沃斯堡，梅尔会与他谈买卖甚至请吃饭，但坚持对方回家后来信下单，自称不希望任何人感觉是在压力下购买。1924至1926年，梅尔在美国钱币协会理事会任职。

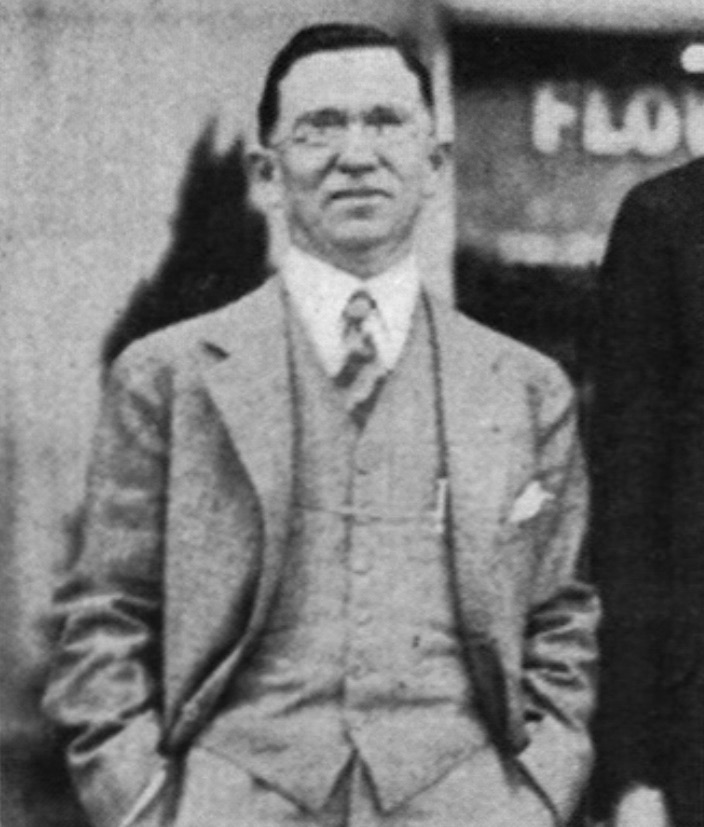
1931年的梅尔

20世纪30年代初，硬币收藏等爱好在大萧条背景下蓬勃发展。梅尔大力向公众推销硬币图书，美国人乐于接受，期望找到罕见硬币解决财政窘困。梅尔购买周日报纸的全版广告，自办全国广播节目，1933年自称花费五万多美元（相当于2020年的近百万美元）在五十多家电台宣传。1931年他在周日报副刊《美国周刊》刊登的广告就花费1.85万美元，花两千美元在《星期六晚邮报》发布广告后首周就接到9800本书的订单。梅尔用几年时间说服大量购买硬币的知名钱币学家格林上校在他这里下单，估计成交额达五十万美元。梅尔收到的邮件数量在1935年登顶，达125万。他在1938年宣布拥有25万美元资本，五十万美元资源和“美国最大规模的钱币机构”。1939年他的雇员已有五十人，自称支付工资的人数超过美国其他硬币经销商总和。
美国纪念币在20世纪30年代呈现井喷，梅尔推波助澜，指出大萧条期间股市下跌但纪念币照样升值。1935年下半年，阿肯色州百年纪念委员会在卖完阿肯色州百年纪念半美元后派代表向梅尔取经，后者建议委员会推动美国铸币局铸造限量版品种，高价向公众转售。铸币局拒绝生产限量品种，但同意按原版复产，新出产的绝大多数硬币都被梅尔在发行价基础上加价买走。1936年1月纪念币价格仍在上涨（泡沫直到临近年底才破裂），梅尔打出广告呼吁收藏爱好者“赶快来买——有望涨到十或二十美元的硬币，只需支付未来价值的小部分”。1937年，梅尔发行纪念币宣传册。

## 后期：1940至1957年

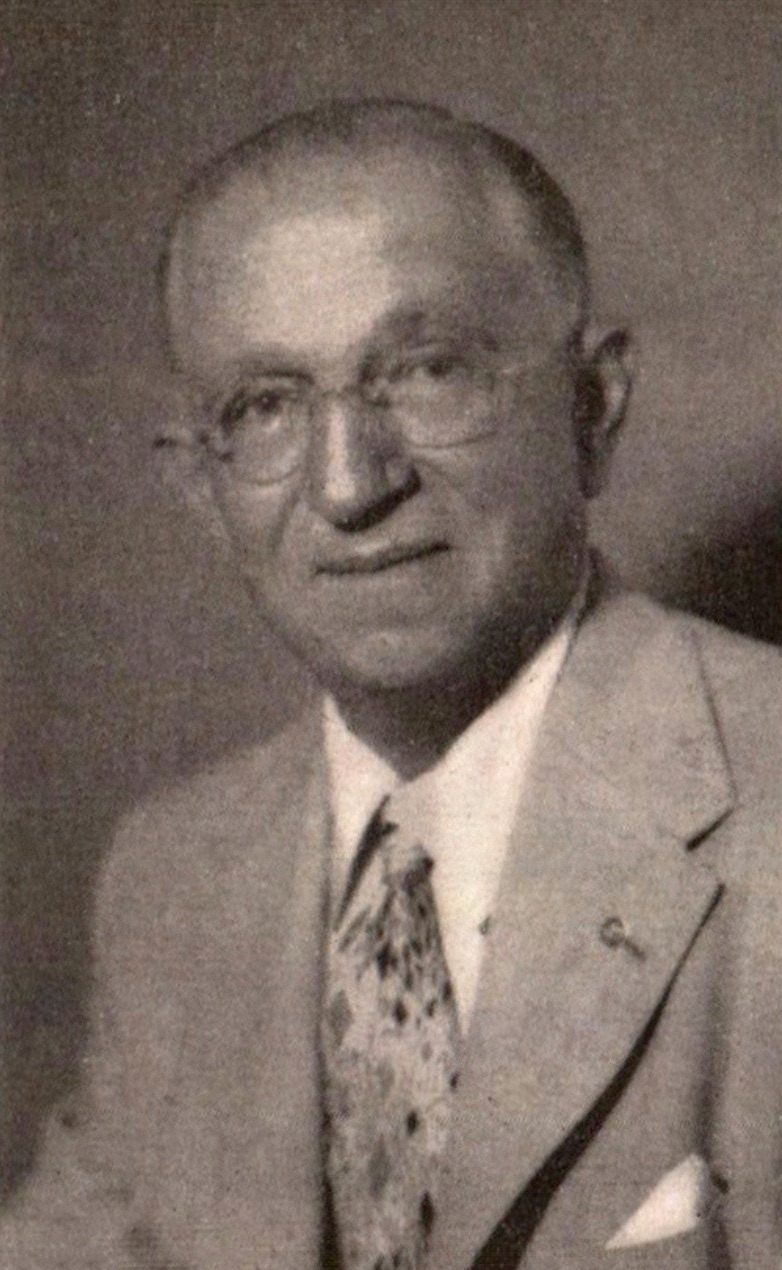
1953年左右的梅尔

鲍尔斯称梅尔在20世纪40年代达到事业巅峰。1903至1955年他共主持116次拍卖，流程均为邮购，鲍尔斯认为1940年后梅尔的部分拍卖“辉煌到令人不敢相信”。梅尔从不钻研，他的硬币目录经常夸大其辞，犯有各种错误，钱币学界对此颇有非议。
进入40年代后，梅尔曾于1941年拍卖威廉·弗雷斯特·邓纳姆藏品，1944年拍卖弗雷德·奥尔森藏品（其中包含他经手的唯一一枚1913年自由女神头像镍币），1947年拍卖法鲁克一世藏品。邓纳姆的藏品不但有1804年银元，还有同样非常稀有的1822年半鹰金币；1946年梅尔将威廉·卡特勒·阿特沃特收藏的1804年银元售出，1.05万美元的拍卖成交价创下新纪录。梅尔为法鲁克一世藏品拍卖起名“皇家销售”，但拍卖物品确属国王所有的仅六个百分点。申请把法鲁克肖像印在拍卖目录封面遭拒后，梅尔改用刻有国王头像的埃及硬币，这样就无需任何人同意。他还在1950年拍卖作曲家杰洛姆·柯恩的硬币藏品。硬币经销商阿贝·科索夫1957年为《钱币学家》发表的梅尔讣告执笔，称传主“编目技巧大师”。
梅尔在第二次世界大战期间担任沃斯堡第二征兵委员会主席，还曾任扶輪社和交流社主席。他执掌莫斯拉圣地兄弟会，在沃斯堡商會董事会任职，还曾加入沃斯堡俱乐部、殖民乡村俱乐部、伯特利圣殿。1956年，国家基督徒与犹太人大会沃斯堡分会授予他人道精神奖。
梅尔进入20世纪50年代后逐渐淡出钱币界，1950年拍卖柯恩藏品（梅尔称“金禧”拍卖）后只主持三次拍卖，最后一次是1955年10月25日。梅尔患上严重的心脏病，于1957年9月28日辞世，两天后葬在沃斯堡格林伍德公墓伯特利区，阿贝·科索夫等人送行。

## 影响与评价

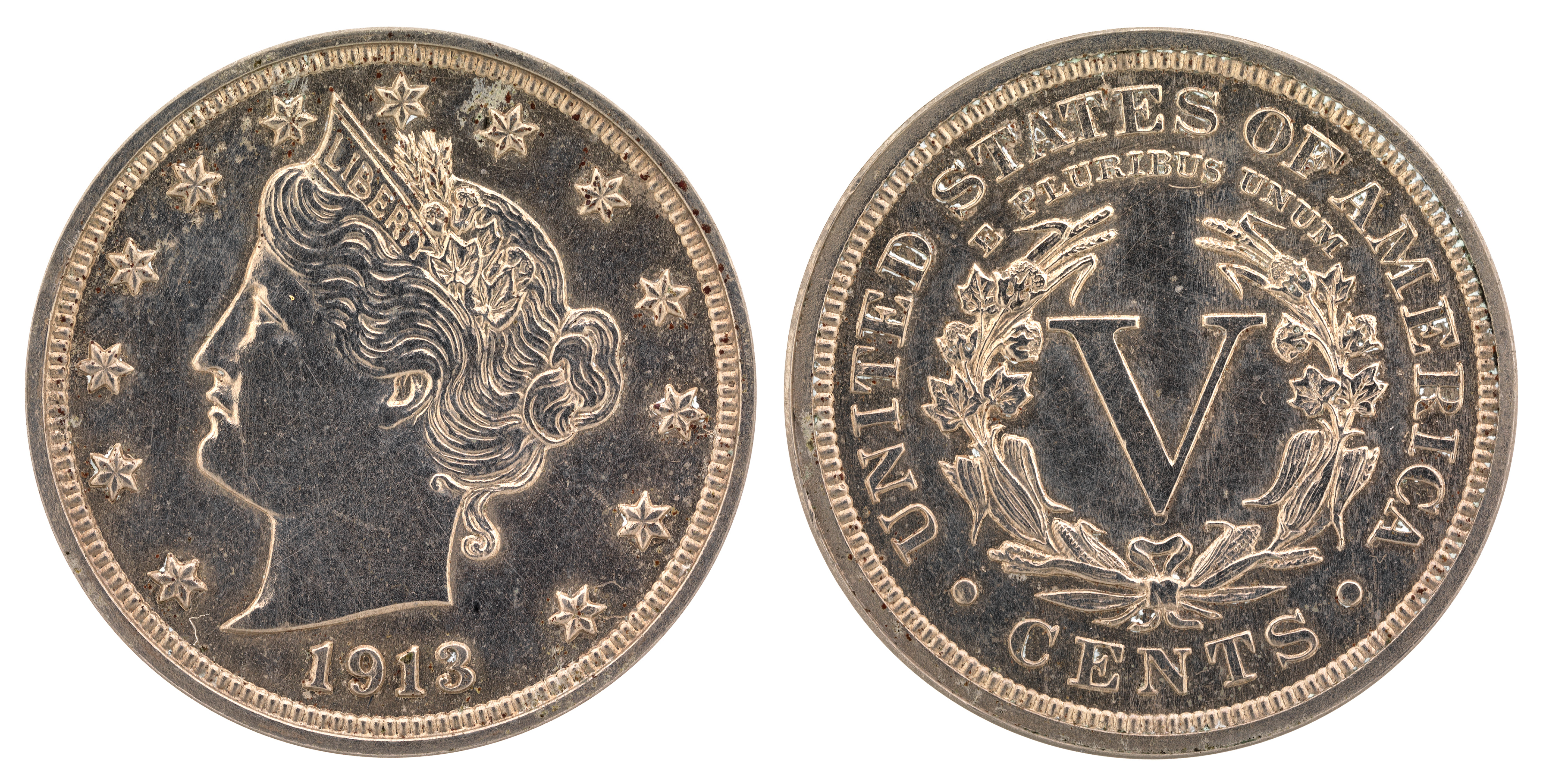
梅尔刊登广告求购1913年自由女神头像镍币，上图是美国国家钱币收藏样本

为梅尔工作四十余年的执行秘书玛丽·艾伦·弗格森在老板死后继续经营公司，直到1961年谢世。负责管理梅尔钱币遗产的科索夫以2.5万美元出售品牌，加利福尼亚州科斯塔梅薩的肯尼思·尼科尔斯买下后创办麦克斯·梅尔公司，后又把公司卖给比佛利山的乔治·尼科尔斯。梅尔的钱币公司继续在《钱币学家》登广告直到1966年7月，此后逐渐淡出视野。
鲍尔斯认为梅尔是“20世纪上半叶美国最著名的稀有硬币经销商……对硬币收藏爱好的推动可谓超出任何同代人”。钱币学家皮特·史密斯也称，无论从销售还是宣传角度，梅尔对硬币收藏爱好的贡献均堪称举足轻重。丹尼尔·帕克称梅尔“现代硬币收藏之父，对我们爱好的推动可谓空前绝后，硬币收藏犹如旧时王谢堂前燕，飞入寻常百姓家”。
许多同代人称梅尔“钱币界的費尼爾司·泰勒·巴納姆”。汤姆·拉马尔指出：“梅尔卖的不止是硬币，还有影像。广告上要么是梅尔大厦，要么是他站在家里的豪华别墅前，要么是其他让人想到硬币大亨的景像。”查尔斯·霍宁1995年写道：“梅尔在自我推销上无疑表现非凡”。帕克认为：“梅尔对人心洞若观火，如果推迟四十到五十年出生，他将在麥迪遜大道大发横财”。杰伊·古伦1979年在《硬币世界》发文表达类似看法：“梅尔远远超出钱币学家范畴，无论对人类心理的了解还是推广功底都无与伦比”。科索夫表示：“他无论做什么都极具天赋和品味，表现总是出类拔萃”。
美国钱币协会终身会员沃尔特·索思沃德2004年撰文指出，梅尔“在20世纪20到30年代成为钱币收藏爱好的标志。他花费无数金钱推动硬币收藏，从美国钱币协会及其他机构获奖无数。他用报纸、杂志广告和电台节目大力宣传，是硬币收藏伟大的倡导者”。1974年梅尔入选美国钱币协会钱币名人堂，2010年，专业硬币分级服务把他与另外五人选为首批CoinFacts经销商名人堂成员。

## 脚注
1. 1 2 3 4 5 6 7 8 9 10 11 12 13 14  Lupia.
2. 1 2 3 4 5 6 7 8  Weiner.
3. 1 2 3 4  The Numismatist March 1906，第89頁.
4. 1 2 3 4 5  Bowers 1999b，第65頁.
5. 1 2 3 4 5 6 7 8  Weiner 2021.
6. ↑  Kosoff 1957，第1304頁.
7. 1 2  Heath 1903，第182–183頁.
8. 1 2 3 4 5  Bowers 1999b，第67頁.
9. 1 2 3 4 5 6 7 8  Smith 2016.
10. ↑  Heath 1906，第302頁.
11. 1 2  Bowers 1999b，第66頁.
12. ↑  Zerbe 1906，第262頁.
13. 1 2  Bowers 1999a，第81頁.
14. ↑  Smith 1997，第408頁.
15. ↑  Bowers 1992，第57–58頁.
16. ↑  Bowers 1992，第634–635頁.
17. ↑  Swiatek 2012，第72頁.
18. ↑  Bowers 1999b，第67–68頁.
19. 1 2  Smith 1997，第407頁.
20. 1 2 3  Deisher 2003，第37頁.
21. 1 2 3 4  Bowers 2016.
22. 1 2  Molyneaux 1929，第177頁.
23. ↑  Parker 1978，第9–10頁.
24. ↑  The Numismatist October 1941，第757頁.
25. 1 2 3 4 5 6  Bowers 1999b，第69頁.
26. ↑  Bowers 1992，第60頁.
27. ↑  LaMarre 1987，第46頁.
28. ↑  Bowers 1983，第12頁.
29. 1 2  LaMarre 1987，第47頁.
30. 1 2 3  Parker 1978，第11頁.
31. ↑  Bowers 1992，第62頁.
32. ↑  Swiatek 2012，第270頁.
33. ↑  Horning 1995，第47頁.
34. 1 2  Bowers 1999b，第70頁.
35. 1 2  Kosoff 1957，第1305頁.
36. ↑  Kosoff 1957，第1306頁.
37. ↑  Parker 1978，第9頁.
38. ↑  Horning 1995，第46頁.
39. ↑  Guren 1979，第54頁.
40. ↑  Southward 2004，第59頁.